# Nevojice
Nevojice (deutsch Newojitz) ist eine Gemeinde in Tschechien. Sie liegt vier Kilometer südöstlich von Bučovice und gehört zum Okres Vyškov.

## Geographie

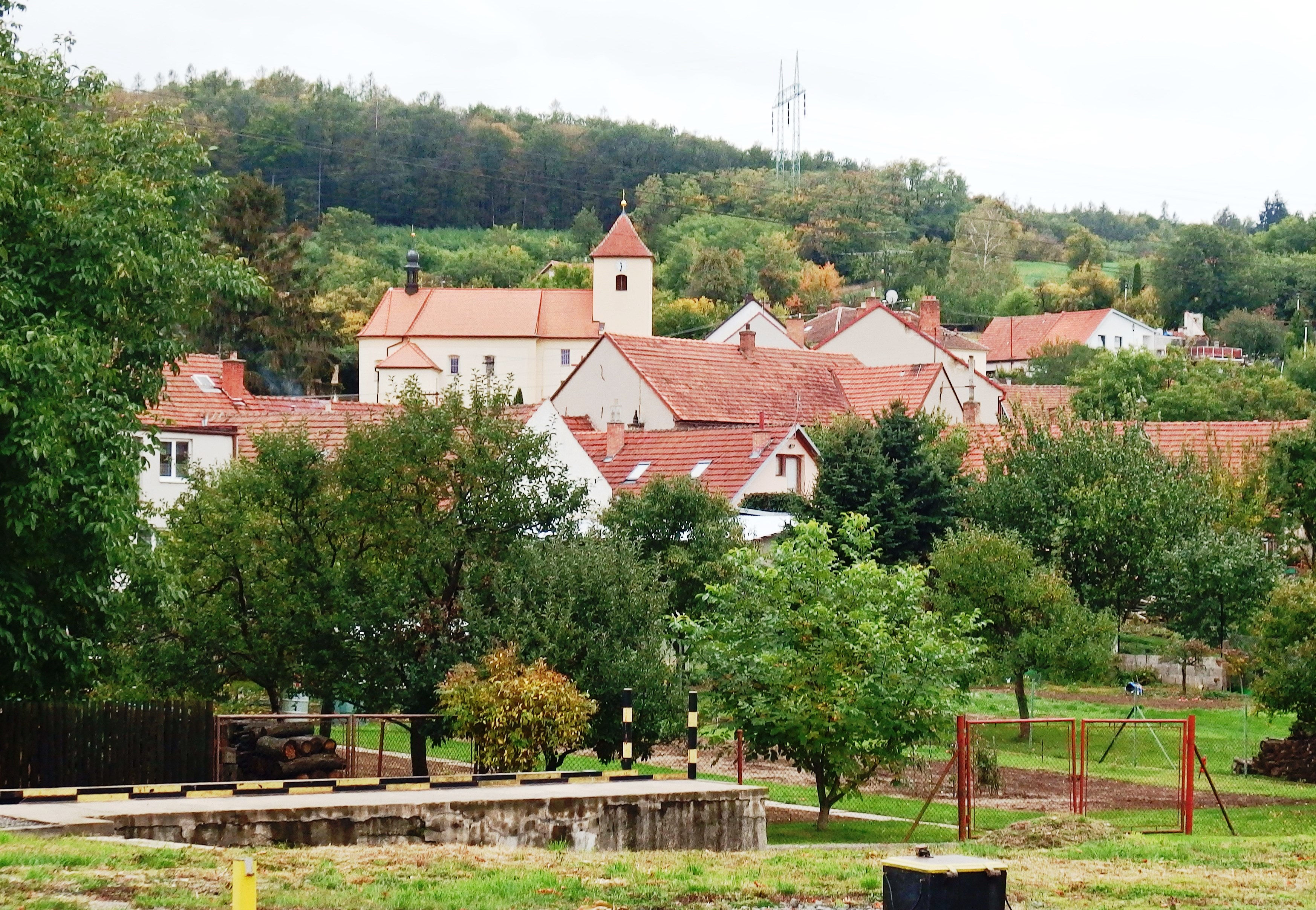
Nevojice, Ortsansicht

Nevojice befindet sich am nördlichen Fuße des Ždánický les (Steinitzer Wald) am Rande des gleichnamigen Naturparks. Das Dorf liegt in einer Mulde linksseitig über dem Tal der Litava (Leitha). Nördlich erheben sich der Černecký hájek (355 m) und Milonický hájek (344 m), im Südwesten der Nebštich (377 m), südlich der U Slepice (437 m) und der Strašník (340 m). Am nördlichen Ortsrand verlaufen die Straße E 50/I/50 von Brno nach Uherské Hradiště sowie die Bahnstrecke Brno – Veselí nad Moravou.
Nachbarorte sind Kojátky, Šardičky und Rošťoutky im Norden, Milonice, Nesovice und Letošov im Nordosten, Snovídky im Osten, Jestřabice und Haluzice im Südosten, Jitřenka im Süden, Kloboučky und Baračka im Westen sowie Vícemilice, Bučovice und Černčín im Nordwesten.

## Geschichte

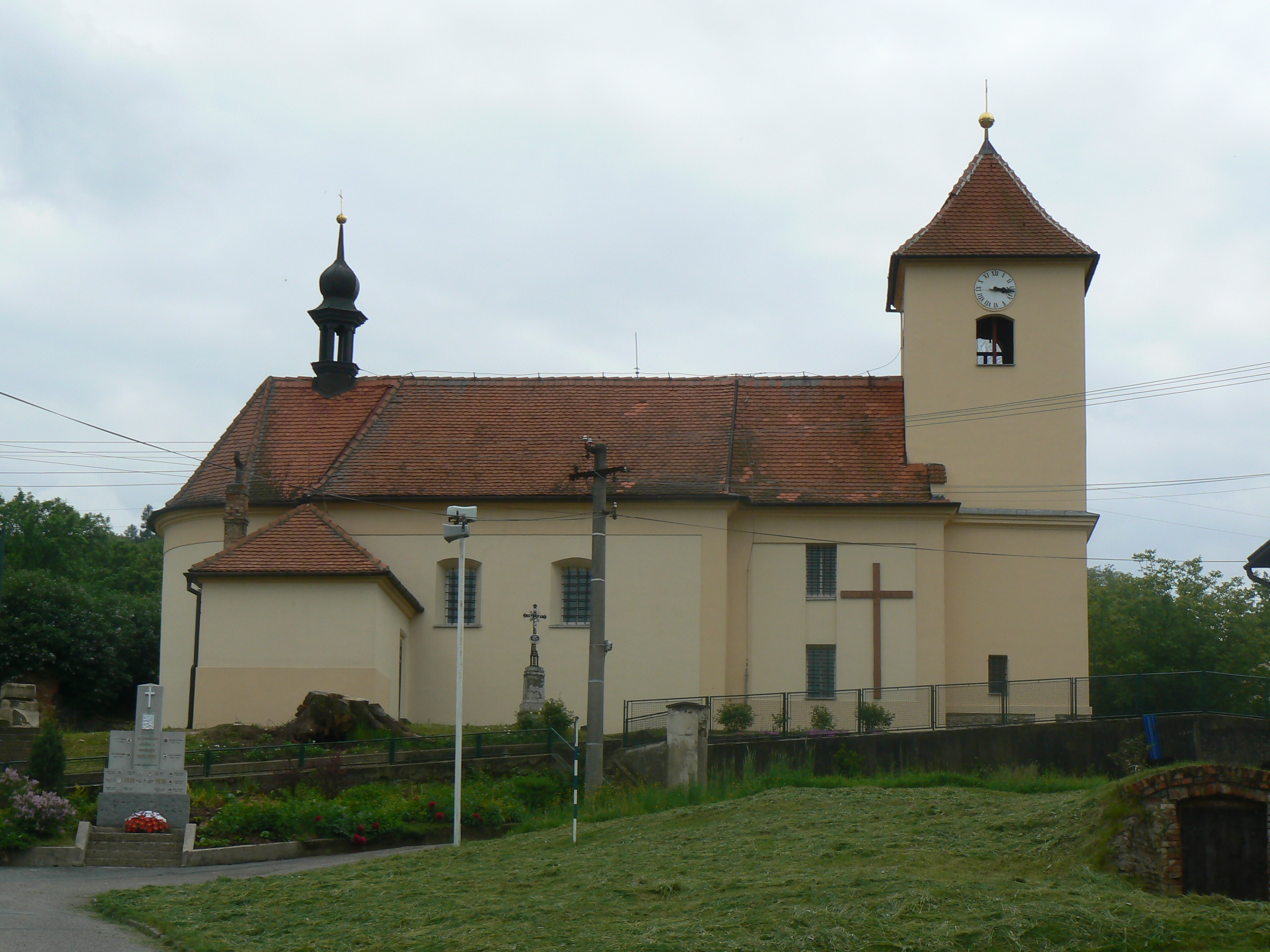
Kirche St. Niklas

Das Dorf wurde vermutlich im 11. oder 12. Jahrhundert gegründet. Die erste schriftliche Erwähnung des Ortes erfolgte 1353 als Besitz des Jindřich von Nevojice. Seit 1378 ist die Kirche nachweisbar. Südlich der Kirche befand sich auf dem Gelände des heutigen Pfarrgartens eine Feste. Zu den zahlreichen, oft wechselnden Besitzern gehörte zum Ende des 14. Jahrhunderts Jakub Konček von Prusy. Ihm folgen zu Beginn des 15. Jahrhunderts die Vladiken von Oynitz. Tas von Oynitz kaufte 1511 Bučovice und vereinte das Gut mit seinen  umliegenden Besitzungen zu einer Herrschaft. Er verstarb ohne männliche Nachkommen und die Herrschaft fiel 1533 Wenzel von Boskowitz zu, der mit Tas Tochter Anna verheiratet war. 1597 erlosch mit dem Tode von Jan Šembera Černohorský von Boskowitz auch das Geschlecht der Boskowitzer im Mannesstamme. Das Erbe traten Katharina Černohorská und deren Ehemann Maximilian I. von Liechtenstein an. Zum Dorf gehörte auch die Mühle an der Leitha, die nach der Aufstauung des Mühlteiches unterhalb von dessen Damm lag. Während des Dreißigjährigen Krieges wurde Nevojice von den Schweden niedergebrannt. Die Pfarre erlosch ebenfalls. In den 1670er Jahren wurde die Kirche mit Unterstützung der Fürsten von Liechtenstein wiederhergestellt. Nevojice wurde in der zweiten Hälfte des 17. Jahrhunderts nach Osten erweitert. Zuerst entstand einer Ansiedlung von Podsedeken, danach die Hofer Chaluppen. Die Kapelle wurde 1784 zur Lokalie erhoben. Im Jahre 1785 wurde zusammen mit dem Kaplanat auch eine Dorfschule errichtet. 1834 lebten in den 53 Häusern von Nevojice 312 Menschen.
Nach der Aufhebung der Patrimonialherrschaften bildete Nevojice ab 1850 eine Gemeinde in der Bezirkshauptmannschaft Wischau. 1869 wurde in Nevojice wieder eine Pfarre eingerichtet, zu der auch Letošov eingepfarrt wurde. In den 1870er Jahren wurde im Tal der Litava die Eisenbahnstrecke von Brünn über Ungarisch Hradisch nach dem Wlarapass errichtet und 1887 eingeweiht. 1889 bezog die Schule ein neu errichtetes Gebäude. Im selben Jahre pflanzte die Schuljugend anlässlich des  40. Thronjubiläums Kaiser Franz Josef I. mehrere Linden. 1920 wurde die Bahnstation Nevojice eingerichtet. Im Jahre 1924 wurde Nevojice elektrifiziert. Die neue Staatsstraße 50 von Brno nach Uherské Hradiště wurde 1939 für den Verkehr freigegeben. Zwischen 1949 und 1959 gehörte die Gemeinde zum Okres Bučovice und kam nach dessen Aufhebung mit Beginn des Jahres 1961 zum Okres Vyškov zurück. Seit 1996 ist das Dorf an die Gasversorgung angeschlossen. Im März 2008 warf ein Sturm die letzte Kaiserlinde, die einem Wahrzeichen des Dorfes geworden war, um.  Im Erholungsgebiet in den Wäldern des Steinitzer Waldes befindet sich ein Freibad.

## Gemeindegliederung
Für die Gemeinde Nevojice sind keine Ortsteile ausgewiesen. Zu Nevojice gehört die Feriensiedlung Jitřenka.

## Sehenswürdigkeiten
- Pfarrkirche St. Niklas, seit 1378 nachweisbar
- Statue der Jungfrau Maria von Lourdes
- Naturreservate Hašky, Roviny und Malhotky, nördlich des Dorfes
- Naturreservat Baračka, westlich von Nevojice
- Naturpark Ždánický les